# Krînîceanka, Velîka Oleksandrivka
Krînîceanka (în ucraineană Криничанка) este un sat în comuna Cikalove din raionul Velîka Oleksandrivka, regiunea Herson, Ucraina.

## Demografie
Componența lingvistică a localității Krînîceanka
     Ucraineană (95,74%)
     Rusă (4,26%)
Conform recensământului din 2001, majoritatea populației localității Krînîceanka era vorbitoare de ucraineană (95,74%), existând în minoritate și vorbitori de rusă (4,26%).